# Río Oñate
El río Oñate (en euskera, Oñati o Arantzazu), también llamado río Aránzazu, es un río del norte de la península ibérica que discurre por el sur de Guipúzcoa, España. 

## Curso
De los montes que rodean la localidad de Oñate bajan varios ríos que se juntan en el núcleo urbano. Por un lado los ríos Ubao y el Olabarrieta u Olaran, y por otro el Auntz. Estos ríos pasan por el curioso claustro de la iglesia de San Miguel de Oñate. Poco después se junta el río Aránzazu, que recorre 1 km bajo tierra, entra por Guesalza y sale por la cueva San Elías junto al Aráoz y al Urkulu. El río así formado, el Oñate, desemboca en el río Deva en el barrio vergarés de San Prudencio.
No obstante, la Real Academia de la Lengua Vasca en un intento por acometer la normativización de nombres geográficos, establece que el río Aránzazu es el río principal de esta pequeña subcuenca, extendiéndose desde sus fuentes en las sierras de Aizcorri y Urkilla hasta su confluencia con el Deva en Vergara.